# 戰鬥女子學園
《戰鬥女子學園》，簡稱《戰女》，由日本COLOPL公司開發。2015年4月16日在日本於Android和iOS上推出的電子角色扮演遊戲。遊戲設定上，地球因為外來物種「伊洛斯」的侵略而使人類所剩無幾，玩家要扮演一女子學園的教師，培育學園的學生來對抗外來物種。除了對戰外，玩家也能跟學園的學生互動並培養親密度來提升能力；此外也有三人連線對戰的系統。
《戰鬥女子學園》從2014年開始製作，以融合可愛女孩子的「萌」和很「燃」的戰鬥為概念，並以女子高中生、戰鬥、特訓為遊戲的三個主軸；其中又以特訓為重點，強調「和女孩子交流，一邊鍛鍊一邊提升與之的關係」。遊戲中使用了Live2D技術做出摸頭系統，以及沿用改進公司另一款遊戲《白貓Project》的「單指操控」觸控方式。繁體中文版由So-net代理，於2015年11月30日在臺灣推出，並有相關的在地化設計。此外改編動畫於2017年7月2日起在東京都會電視台、AT-X播出。《戰鬥女子學園》在Google Play和iTunes Store上都獲得不錯的網路評價，Live2D的摸頭系統受到玩家們很大的迴響。
2019年5月31日，營運方決定自5月31日起不再受理新玩家加入，停止星之碎片（遊戲內虛擬貨幣）購買，日文版於2019年7月31日終止所有營運服務，繁體中文版則至2019年9月2日終止所有營運服務。
2025年4月16日，日本COLOPL公司於官方YouTube的バトルガール ハイスクール 10周年紀念「特別校內放送」的直播中宣布與 So-net Entertainment Taiwan Limited 締結獨家授權合約，將推出《戰鬥女子學園（バトルガール ハイスクール）》世界觀衍生作品。

## 遊戲內容

遊戲截圖畫面，下方可看見白色圓點和延伸的紅色圓點，為遊戲「單指操控」的觸控方式，用於控制角色

遊戲將時間設定在西元2045年，地球上因為外來物種「伊洛斯」侵略，已經幾乎沒有人類存在，人類在宇宙建立新的居所（宇宙殖民地、月冠和火星共同體），只有就讀神樹峰女子學園的19位少女和5位老師擔任著星守者們的工作，聯同星之方舟保護著這個星球。玩家要扮演神樹峰女子學園的新進教師，目的是教導星守班的學生們成長；遊戲分為兩大系統，分別為學園生活和戰鬥模式，前者用於增進學生的能力和親密度，後者則為與伊洛斯戰鬥並獲得分數獎金。
在學園生活系統中，玩家會進到神樹峰女子學園內，並能選擇看學級日誌（学級日誌）來看任務，或是進到教室內和前往女子宿舍和運動場。在教室內可以安排各學生角色的座位，並與角色互動；包含摸頭、送禮、換裝、特訓以及查看角色狀態。摸頭使用Live2D（以2D畫面表現出類似3D的角色動作）技術，玩家可以觸控來摸角色的頭，並增進親密度，但在每段時間內有限次數。送禮則是使用遊戲貨幣買禮物送給學生，依學生喜好和收到的禮物會獲得不同的親密度。特訓則是叫學生至運動場進行各種訓練，時間長短不一，玩家可前往運動場確認進度；結束後可獲得親密度和經驗值，並可使用戰鬥中獲得的應援點數來加快特訓。女子宿舍則是用來讓玩家布置家具和壁紙的系統。
在戰鬥模式中，玩家要選擇最多三位學生上場與伊洛斯戰鬥，上場前可以替學生換裝和選擇武器，三位上場學生的組合不同也會有額外獎勵，稱為星之羈絆（ガールリンク）。戰鬥中玩家使用名為「單指操控」（ぷにコン）的觸控圓點來控制角色，觸控螢幕即可發動攻擊，並在延伸的紅色圓點回到白點的時機點時，再次點擊，以達成連擊，多次連擊還能發動特殊攻擊。戰鬥結束後會獲得經驗值來讓角色升級用，另外也會獲得遊戲貨幣跟應援點數和一些道具物品。戰鬥結束跟角色親密度升高有機會獲得星之碎片，可用於獲得新的角色卡片。戰鬥有分為主線關卡跟活動關卡，前者有搭配的多章節故事劇情，後者則是由官方不定期舉辦。
此外還有運動會模式，為三人連線對戰，玩家可跟好友或跟世界上其他玩家連線，斷線則與電腦對戰。運動會為各種小遊戲，包含紅白球投籃、陣地爭奪、收集星星（星集め）和打地鼠。運動會結束時可獲得BP，BP可用於兌換獎品。除了對戰性質的連線，還有合作性質的協力戰鬥（協力バトル），可透過隨機或指定的方式與其他使用者配對，並由三個人合作闖關，並能額外的獎勵。

## 登場人物

### 神樹峰女子學園

#### 高中一年級生
星月美紀（配音員：洲崎綾）
神樹峰女子學園高一生，比任何人都充滿活力又開朗，天真無邪且認真努力的女孩。留有一頭紅啡色的短髮與呆毛。興趣為製作甜點，並夢想成為甜點師傅，不過其料理能力卻極糟無比，除了遙香之外沒人吃的下。對於任何事總是微笑面對，引領大家樂觀面對各種難事。國中二年級的時候，曾經因為媽媽做的甜點太過美味而嚴重發胖，後來靠運動成功恢復原本的體態，而嚴重發胖時期的照片全都被她封印起來。與昂、遙香為感情要好的朋友。喜歡主角（玩家）。雖說如此但在主線幾乎沒提及到，到了最後也得知似乎不是愛只算尊敬，升到二年級後老師擔任她的導師。
星衣芙蘿菈是淺紅色，代表花是多年草，使用武器為開山刀造型的大劍（變身 星衣芙蘿菈•希望 時會變得更巨大）。
在神樹祭「星守者偶像計畫」中，為偶像團體「Tiara」的隊長；在平行世界故事「放學後的偶像女孩」中，為偶像團體「Princess」的隊長。
若葉昂（配音員：佐倉綾音）
神樹峰女子學園高一生，運動萬能的中性少女。留有一頭深綠色的超短髮。形象陽剛、體能極佳，其實很嚮往可愛且喜歡吃甜食。在學校很受女生的歡迎，甚至還收到情書。沒人在家時，喜歡穿上輕飄飄又可愛的衣服，獨自舉辦服裝秀。與美紀、遙香為感情要好的朋友。喜歡主角（玩家）。到了最後也不知對老師的感情為何。
星衣芙蘿菈是正綠色，代表花是金盞菊，使用武器為單邊刃的巨大重斧。
在神樹祭「星守者偶像計畫」中，為偶像團體「Sirius」的隊員；在平行世界故事「放學後的偶像女孩」中，為偶像團體「Princess」的隊員。
成海遙香（配音員：雨宮天）
神樹峰女子學園高一生，以當上醫生為目標，心地善良又穩重的女孩。留有一頭銀灰色的頭髮與低辮子。個性溫和、待人體貼，家裡經營醫院。食量極大且口味特殊，最喜歡草莓塔。星守班唯一能吃下美紀的特殊料理，甚至還覺得很好吃。若讓她發起脾氣來會相當可怕。非常喜歡少年漫畫，經常偷偷閱讀，其中，最喜歡充滿暴力情節的類型。因內容過於偏激，所以閱讀時心中總會有股莫名的罪惡感。與美紀、昂為感情要好的朋友。喜歡主角（玩家）。到了最後為老師彈了一首(喜歡一人的旅行)。
星衣芙蘿菈是天藍色，代表花是水仙，使用武器為長矛。
在神樹祭「星守者偶像計畫」中，為偶像團體「Sirius」的隊員；在平行世界故事「放學後的偶像女孩」中，為偶像團體「Princess」的隊員；在「尋找神樹之芽」故事中，為清律音樂學園管樂班的隊長。
美紗希（配音員：高橋李依）
神樹峰女子學園高一生，責任感強，討厭與一大群人為伍。個性孤僻，然而卻是性情中人，有時候情操高尚，她光明磊落、不耍心機。曾因為說話太直接及因實力高超而狂妄自大，加上有時候不惜性命都要取得先機而衝鋒陷陣，也因此曾經多次違抗命令而隻身深入險境，因而與星守班為敵（尤其是楓），之後在理事長神峰牡丹的安排下入讀星守班。繼花音以後，第二位對星守者不信任的角色，實力在星守者中也出類拔萃，時常不理會他人自行單挑伊洛斯，後來因為一些事件而漸漸了解到團隊合作的重要性。喜歡咖哩，討厭咖啡。有著喜歡研究咖哩、觀賞搞笑表演的興趣，而且笑點很低（曾被明日葉的冷笑話逗得哈哈大笑），與冷酷的外表相反十分喜歡撫摸毛茸茸的東西，此外也非常喜歡聽f*f的歌。原名「星月美久」，真實身分為「平行世界」來的星守者，為平行世界中星月美紀的妹妹。整個故事結束後也回去原來世界。6週年紀念中髮型換成短髮。
星衣芙蘿菈為真紅色，代表花是彼岸花，使用武器為擁有光束鋒刃的紅色牙爪（變身 星衣芙蘿菈•希望 時會變成白色造型）。
動畫版聯動角色。遊戲中初登場於第四部，為2017年7月14日加入的新角色，繁體中文版則於2017年7月21日追加。

#### 高中二年級生
天野望（配音員：東山奈央）
神樹峰女子學園高二生，最討厭不正當做法的潮流教主。留有一頭深橙色的長捲髮。非常喜歡逛街購物，對流行時尚極為熱誠，總是相當有自信。除了主角（玩家）外，對他人有著嚴重的男性恐懼症。母親創了一個名叫「BIRTH」的服飾品牌，學妹烏拉拉對此品牌感到瘋狂。在過去的山難中，意外與百合、胡桃成為了感情要好的朋友。喜歡主角（玩家）。到了最後雖沒明講但還是透露長大後會追主角。
星衣芙蘿菈是橙色，代表花是萬壽菊，使用武器為外型極具未來風格的銃炮。
在神樹祭「星守者偶像計畫」中，為偶像團體「Tiara」的隊員；在平行世界故事「放學後的偶像女孩」中，為偶像團體「ROUGE」的隊員。
火向井百合（配音員：上坂堇）
神樹峰女子學園高二生，重視規矩，（認為自己） 很有威嚴的風紀委員長。綁著一頭栗紅色的單馬尾。紀律嚴格的少女，擔任學校的風紀委員長。有著蘿莉般的嬌小體型，為了長高而狂喝牛奶。很在意自己的胸圍與身高，「矮」、「小」等字眼對她而言是禁句，聽到會大發脾氣，不過卻時常被同學們用來調侃而難堪不已。非常喜歡特攝片。對流行時尚不太了解。在過去的山難中，意外與望、胡桃成為了感情要好的朋友。不過在跟望有時還是經常吵，非常喜歡主角（玩家） 。最後也期待老師對她說喜歡的話但似乎有些誤會 。
星衣芙蘿菈是赤彤色，代表花是桔梗，使用武器為日耳曼形式的巨劍。
在神樹祭「星守者偶像計畫」中，為偶像團體「Sirius」的隊員；在平行世界故事「放學後的偶像女孩」中，為偶像團體「ROUGE」的隊員。
常磐胡桃（配音員：早見沙織）
神樹峰女子學園高二生，碰到任何事都不為所動，我行我素且不可思議的天然系少女。留有一頭橄欖綠的中長髮。喜歡蔬菜，討厭肉類。有著閱讀、種植家庭菜園和研究植物的興趣。參加學校的化學研究社。個性文靜優雅，隱藏巨乳。喜歡植物，甚至具有能與植物說話的能力，有壓力時會找植物傾訴煩惱。不擅長電器用品，任何電子產品被碰過後會馬上故障。時常懷念已故的母親，認為植物們就是她的家人。在過去的山難中，意外與望、百合成為了感情要好的朋友。喜歡主角（玩家）。
星衣芙蘿菈是黃綠色，代表花是銀蓮花，使用武器為鐘型大錘。
在神樹祭「星守者偶像計畫」中，為偶像團體「Tiara」的隊員；在平行世界故事「放學後的偶像女孩」中，為偶像團體「ROUGE」的隊長。
煌上花音（配音員：本渡楓）
奏乃宮女子學院高二生，後轉入神樹峰女子學園高二生。聰明伶俐，個性耿直，擁有超凡魅力的偶像。擁有一頭金髪雙馬尾。與國枝詩穗為知心好友。待人處事嚴苛，不時會表現出傲嬌的態度。有著奴役他人的習慣。對付新型伊洛斯時與星守者相遇，本身對星守者相當不信任且予以嚴苛的責備。之後在神峰牡丹和七嶋葵的安排下以交換生的身份於神樹峰女子學園就讀。初期與烏拉拉非常不和，後來逐漸改善。曾為了救回被內心黑暗吞噬的詩穗而喪命，後受到神樹的力量而復活並成為星守者。事件結束後正式轉入神樹峰女子學園，成為星守者的一份子。對主角（玩家）時常抱持傲嬌的態度。在不少((主線外))事件踩主角幾次過(動畫沒有)
軍武宅，對於軍用品有著相當地愛好。
星衣芙蘿菈是金絲雀色，代表花是蜀葵，使用武器為雙槍。
本身為知名偶像團體「f*f（極強音）」的成員；在平行世界故事「放學後的偶像女孩」中，為偶像團體「f*f（極強音）」的成員；在「尋找神樹之芽」故事中，為清律音樂學園管樂班的成員。
2016年4月15日加入的新角色，繁體中文版則於2016年5月2日加入。
國枝詩穗（配音員：下地紫野）
奏乃宮女子學院高二生，後轉入神樹峰女子學園高二生。富有包容力，容易親近的偶像。擁有一頭水藍色的長捲髮（墮入黑暗後轉為白色）。與煌上花音為知心好友。性情溫柔、待人處事和諧的少女，有時性格腹黑。生活於平民大家庭，時常於金錢上精打細算，遇到高價的物品或是強大的財力（如千導院家）會昏倒。喜歡推理及閱讀推理小說，但其推理能力並不是很好。常以「姓氏」稱呼大家。對付新型伊洛斯時與星守者相遇，之後在神峰牡丹的安排下以交換生身份於神樹峰女子學園就讀。曾被七嶋葵利用其「內心的不安」，以話語離間詩穗後而使其墮入黑暗，並開始以強大力量襲擊人類與星守者。在找回自我後，與花音受到神樹的力量一同成為星守者，並在事件結束後正式轉入神樹峰女子學園，成為星守者的一份子。非常喜歡主角(玩家)與花音，時常觀察主角(玩家)與花音的行為舉止。
星衣芙蘿菈是鈷藍色，代表花是滿天星，使用武器為劍槍。
本身為知名偶像團體「f*f（極強音）」的成員；在平行世界故事「放學後的偶像女孩」中，為偶像團體「f*f（極強音）」的成員。
2016年4月15日加入的新角色，繁體中文版則於2016年5月2日加入。

#### 高中三年級生
粒櫻杏子（配音員：內山夕實）
神樹峰女子學園高三生，不善常與人說話的網路宅。綁著一頭栗子色的雙馬尾，用類似曬衣夾的紫色夾子夾住頭髮，隱藏巨乳。(很多關於她的卡胸部都明顯表現大但卻在3D中都穿外套或隱藏起來)參加學校的電腦社。非常喜歡吃辣的料理，曾經叫主角（玩家）陪自己一起去吃超辣的地獄拉麵，討厭紅豆。安靜冷酷、內向害羞，但只要講到電玩之類的事會非常激動，且最討厭別人對她說「You Lose」。全家都是御宅族，足不出戶，總是用通訊軟體溝通，爸爸是天才程式設計師。最喜歡寫部落格、程式以及玩生存遊戲。部落格有上百萬人看過，卻不給主角（玩家）看。被驚嚇到時會發出「給給！」或是「噫噫噫！」的聲音。是個天才駭客，從軍事機密到小貓照片，沒有她盜取不了的資料，猶如傳說中的存在，而被不明假面團體盯上。隱藏自己就是有名的部落客「AZUKI」這件事，但由於Azuki善談的形象與杏子平時的樣子差距甚大（因為Azuki喜歡和別人聊天、有十分熱情的個性，跟自己極為相反），故本人極度否認自己就是Azuki一事。喜歡主角和親哥哥（皆由玩家扮演）。有趣的事大部分女生都是會直接接近玩家，大部份關於她的故事開始都是玩家去找她。到了最後雖沒明講但還是透露喜歡主角。
星衣芙蘿菈是紫紅色，代表花是紫飛薊，使用武器為狙擊步鎗樣式的銃炮。在戰鬥實力偏低下主線故事沒甚麼戲份。
在神樹祭「星守者偶像計畫」中，為偶像團體「Chuuuuu♡Lip」的隊員；在平行世界故事「放學後的偶像女孩」中，為偶像團體「/MUTE」的隊員。
芹澤蓮華（配音員：南條愛乃）
神樹峰女子學園高三生，最喜歡女孩子的性感大姊姊。擁有一頭淡粉色波浪捲髮，成熟性感的巨乳少女。興趣是觀察可愛的女生，有雙性戀傾向（但偏好女性），喜歡主角（玩家）和女孩子（特別是明日葉、蜜雪兒）。平時有著捉弄明日葉、強抱蜜雪兒的習慣。有著一套「不要努力」的個人哲學。曾經非常喜歡且擅長芭蕾舞，但因為受到挫折而對芭蕾一直「逃避」。喜歡勾引老師或對老師惡作劇，而讓主角（玩家）困擾不已。到了最後喜歡主角說明得很明顯。
星衣芙蘿菈是淺紫色，代表花是鳶尾花，使用武器為蝴蝶樣式成熟風造型的法杖。
在神樹祭「星守者偶像計畫」中，為偶像團體「Chuuuuu♡Lip」的隊員；在平行世界故事「放學後的偶像女孩」中，為偶像團體「/MUTE」的隊長。
楠明日葉（配音員：田村睦心）
神樹峰女子學園高三生，容貌端正、思路清晰的和風學生會長。留著深藍色長直髮，是一位嚴肅謹慎的少女。現任學生會會長以及星守者隊長。對自己非常嚴苛，一直將五年前審判之日的發生怪罪在自己身上。國一時非常憧憬八雲學姐，時常觀察她並努力學習。最喜歡蕎麥麵以及各種蕎麥製品、討厭西餐，害怕打雷、幽靈、陰暗的地方以及看牙醫。居於嚴守紀律及嚴厲教導的日本傳統家庭，對茶道、弓道、書法都有一番成就。其家族「楠家」為支援星守者的三大家族之一，母親也是前任星守者。喜歡主角（玩家）。
五年前國一時空的楠明日葉於主線劇情第3部第2章登場，為神樹峰女子學園中一生。嚮往最強星守者的新人星守者。同樣留著深藍色長直髮，是一位認真努力的少女，但性格與現在相反，性格較為活潑好動。喜歡做筆記努力學習，憧憬八雲樹學姐，希望總有一天實力會追上學姐她們。夢想成為製作蕎麥麵的職人。尚無法變身星衣；使用武器為薙刀。
高三時空星衣芙蘿菈是藍色，代表花是曇花，使用武器為鋒刃有高週波結構的武士刀。
在神樹祭「星守者偶像計畫」中，為偶像團體「Sirius」的隊長；在平行世界故事「放學後的偶像女孩」中，為偶像團體「/MUTE」的隊員；在「尋找神樹之芽」故事中，為清律音樂學園管樂班的成員。

#### 初中一年級生
藤宮櫻（配音員：久野美咲）
神樹峰女子學園中一生，言行老成，是個怕麻煩的人。有一頭淺咖啡色的古代公主頭以及粗眉毛。成熟安靜又怕麻煩的少女，受到爺爺的影響，講話及言行舉止都像老人。使用方言，非常喜歡爺爺。常用「俺」自稱，高興時會發出「姆哈哈」的笑聲。喜歡下將棋、玩花牌、觀看大河劇、時代劇、古裝劇、聽相聲、喝茶、泡溫泉以及休息睡覺。其實很會做菜。討厭吃硬的東西，如煎餅。時常傾聽日向的心聲，與日向為非常要好的朋友。喜歡主角（玩家）。曾忌妒過日向跟主角（玩家）太好但後來發現那比較偏為尊敬不是愛放心了些。
星衣芙蘿菈是茶色，代表花是櫻花，使用武器為擁有轉輪彈巢結構的銃炮。
在神樹祭「星守者偶像計畫」中，為偶像團體「Chuuuuu♡Lip」的隊員；在平行世界故事「放學後的偶像女孩」中，為樂團「Clover」的隊員。
南日向（配音員：五十嵐裕美）
神樹峰女子學園中一生，生長於大家族，是星守班的開心果。有著一頭茶灰色短髮雙啾啾頭。活潑好動、個性外向的少女，講話像機關槍。愛吃蛋包飯，喜歡打壘球、講冷笑話、與人聊天講話、玩刺激的遊樂設施。喜歡與動物相處，嗅覺如狗一般靈敏，很快就能找到遺失的東西。會偷穿姊姊的衣服和化妝品，假裝自己是熟女。嚮往成為大人，並期望老師能幫助自己成為成熟的大人。總跟隨在櫻身邊，時常與她一起聊天，與櫻為非常要好的朋友。
星衣芙蘿菈是黃色，代表花是向日葵，使用武器為雙邊刃的長柄戰斧。
在神樹祭「星守者偶像計畫」中，為偶像團體「Tiara」的隊員；在平行世界故事「放學後的偶像女孩」中，為樂團「Clover」的隊長；在「尋找神樹之芽」故事中，為清律音樂學園管樂班的成員。
莎朶霓（配音員：悠木碧）
神樹峰女子學園中一生，容易感到寂寞，天真無邪的少女。綁著一頭灰綠色的雙馬尾，耳朵有著一對貌似接收器的裝置（隨著劇情發展已被拆除且可自由換裝），如謎一般的少女。個性純真、擅長裁縫，偶有病嬌的行為表現。很愛吃巧克力，時常帶著一個名叫「哈熊」的布偶。初登場時被認為是新型伊洛斯，擁有控制伊洛斯的能力並與星守者為敵，在與星守者的最後對決後被同伴艾薇娜背叛並奪走了力量。後來因為蜜雪兒的憐憫而偷偷將其帶回宇宙殖民地，並在眾星守者們的溝通與神樹的力量下，成為了星守者的一員。本身其實為一位平凡的人類少女，在五年前審判之日逃難的過程中，被敵方捉住並裝上了「干擾器」，而被洗腦為伊洛斯並失去了記憶。現已恢復部分記憶，並將干擾器完全拆除，但本名仍不詳。很努力適應人類的生活，也因為不懂人類的思想與規矩，在行為舉止或對話上時常讓人感到訝異。暫住千導院家，非常感謝楓，與楓過著情同姐妹的生活。稱呼老師為「哥哥」，非常喜歡主角（玩家）。但有時總聽到事情講一半就走掉的壞習慣，缺乏許多日常知識。
星衣芙蘿菈是青綠色，代表花是風鈴草，使用武器為大鐮刀。
在神樹祭「星守者偶像計畫」中，為偶像團體「Tiara」的隊員；在平行世界故事「放學後的偶像女孩」中，為樂團「Clover」的隊員；在「尋找神樹之芽」故事中，為清律音樂學園管樂班的成員。
2015年10月23日加入的新角色，繁體中文版則於2016年1月27日追加。

#### 初中二年級生
千導院楓（配音員：木戶衣吹）
神樹峰女子學園中二生，雖然自尊心高又任性，實際上卻是個作風平民的千金小姐。留著一頭淡金色長半捲髮，常以大小姐語氣說話。父親非常嚴厲，其家族「千導院家」為支援星守者的三大家族之一，楓是他們家族中唯一當上星守者的家族成員。家中非常有錢，世界各地都有私自的別墅、擁有私自的陸海空探索隊，時常幫星守班舉辦盛大的宴會與活動。不過卻非常喜歡平民的事物、研究平民美味，對於自動販賣機與泡麵感到相當有興趣。熱愛莫內，喜歡美術畫畫，對於印象派有特別的喜好。喜歡托斯卡歌劇與唱歌，不過歌聲卻非常糟糕。初期認為莎朵霓是伊洛斯，而對救助莎朵霓此事十分排斥，後來在拋棄莎朵霓的過程中與其產生了感情，而逐漸接受此事，也因為莎朵霓沒有任何依靠而收留了她，並開始與莎朵霓過著情同姐妹的生活。喜歡主角（玩家）。
星衣芙蘿菈是粉紫色，代表花是玫瑰，使用武器為菊池槍。
在神樹祭「星守者偶像計畫」中，為偶像團體「Tiara」的隊員；在平行世界故事「放學後的偶像女孩」中，為樂團「Clover」的隊員。
綿木蜜雪兒（配音員：加藤英美里）
神樹峰女子學園中二生，最喜歡可愛的東西，愛撒嬌的小動物系女孩。綁著淡橘黃色雙包包頭，會在冬季制服外加一件「兔兔蜜外套」。個性天真無邪、活潑可愛、喜愛撒嬌，同時也十分的害怕寂寞，因此經常黏著別人不放。日法混血兒，擅長裁縫，喜歡製作布偶以及幫布偶製作衣服。喜歡兔子、一堆楓糖的鬆餅及蘿莉塔系服飾。因父母的寵愛，時常有幼小兒童的行為舉止與表現，而令她的性格十分突出。有如星守班的吉祥物，有著「姆咪（むみぃ）」這個語助詞口頭禪。自稱是「蜜蜜（ミミ）」，除主角（玩家）外的星守班成員皆以此稱呼蜜雪兒。蓮華學姐經常任意抱住她，而讓她十分害怕。曾因為同情莎朶霓而偷偷將其從地球帶回宇宙殖民地。小時候非常內向，總是孤單寂寞一個人，後來父母親送她了許多布偶，而讓她內向的性格漸漸產生了改變。也因為布偶改善了蜜雪兒內向的性格，而開始立志成為一個能夠幫助和她一樣的內向的孩子且解救大家心靈的「布偶」。非常喜歡主角（玩家），將老師看待如自己的爸爸，曾多次在秘密劇情提議想和老師成為戀人或妻子。有時害怕自己父親拍照。
星衣芙蘿菈是棣棠花色，代表花是牡丹，使用武器為愛心樣式可愛風造型的法杖。
在神樹祭「星守者偶像計畫」中，為偶像團體「Chuuuuu♡Lip」的隊長；在平行世界故事「放學後的偶像女孩」中，為偶像團體「Pixie」的隊員。
(第二次投票第2名)

#### 初中三年級生
朝比奈心美（配音員：原田瞳）
神樹峰女子學園中三生，雖然是個有點內向的愛哭鬼，但是個心地善良的巫女。擁有一頭麻咖色的中短髮、頭上綁有一條辮子，是個文靜害羞且懦弱愛哭的少女，在活動中卻時常穿著與其個性不相稱的大膽服飾，有時與老師對話時也會意外的大膽。童顏巨乳，且喜愛天文學及觀察星座，時常試著用內心傾聽星星的聲音。愛喝牛奶，也相當喜歡且擅長製作奶油濃湯。具有靈異體質，時常遇到超常現象。家裡經營神社，是一名巫女，但因抽籤只抽過大凶而有抽籤恐懼症。曾在2016過年時透過老師的協助開運，成功抽中了小吉。常因為身材問題以及一些容易讓人誤會的無心小事而遭到烏拉拉的忌妒，被烏拉拉視為競爭對手，但其實與烏拉拉的感情相當好。喜歡主角（玩家）。
星衣芙蘿菈是寒青色，代表花是繡球花，使用武器為騎士槍。
在神樹祭「星守者偶像計畫」中，為偶像團體「Sirius」的隊員；在平行世界故事「放學後的偶像女孩」中，為偶像團體「Pixie」的隊員；在「尋找神樹之芽」故事中，為清律音樂學園管樂班的成員。
蓮見烏拉拉（配音員：內田真禮）
神樹峰女子學園中三生，有著可愛笑容的活潑小惡魔女孩。綁著珊紅色雙馬尾，以偶像志願為目標，經常邊裝可愛邊惡作劇。對自己非常有自信，也認為自己非常的可愛。喜歡向父母或老師撒嬌，請求購買自己喜歡的東西。喜愛打扮自己，最喜歡「BIRTH」的品牌服飾與型錄，也曾購買過「愛貓仕」、「COLO GIRL」等品牌服飾。擅長游泳、喜歡展現身材、關注流行的偶像以及收集別人的資訊。是個偶像宅，崇拜身為偶像的花音與詩穗，但是初期與花音相遇時，彼此在個性上相當不和，後來因為一些事件後重修舊好。時常忌妒心美並視她為競爭對手，但其實與心美的感情相當好。對老師說話非常大膽，有著故意勾引並對老師惡作劇的習慣，而在不知不覺中喜歡上了主角（玩家）。到了最後沒明講但還堅持要愛到主角。實際原因是自己看了一部影片學生對老師示愛但最後沒結果，讓她對老師比較積極:星衣芙蘿菈是玫瑰紅色，代表花是大理牡丹，使用武器為麥克風樣式潮流風造型的法杖。
在神樹祭「星守者偶像計畫」中，為偶像團體「Chuuuuu♡Lip」的隊員；在平行世界故事「放學後的偶像女孩」中，為偶像團體「Pixie」的隊長。

#### 老師
老師（配音員：杉田智和（動畫））
神樹峰女子學園的新進教師，為星守班的導師，也是神樹峰女子學園中唯一的男性。為引領星守者與伊洛斯戰鬥的重要領導者，也是星之方舟的一員。一開始由八雲樹教導新任教師進入神樹峰女子學園適應教師工作。時常於關鍵劇情中說出重要話語與心得結論，有時也會擔任旁觀者的角色，是星守者們愛慕及心儀的對象。
在平行世界故事「放學後的偶像女孩」中則擔任事務所的經紀人。
在遊戲版中，為玩家所扮演的角色。但在動畫跟主線故事中跟星守者們沒甚麼愛慕的互動。
八雲樹（配音員：日高範子）
玩家的直屬上司，藍色短髮戴紅框眼鏡的女教師。五年前是神樹峰女子學園的學生，與茉梨、風蘭稱為歷代最強的星守者。為「競技」場所的管理者。
五年前的八雲樹第3部第1章登場，為神樹峰女子學園高三生。認真耿直，「最強星守者」的智囊。留有一頭藍色的長直髮、戴著紅框眼鏡，成績優秀，為茉梨和風蘭的朋友。經常和風蘭吵架，但彼此關係其實非常好。自身的戰鬥服已覺醒為星衣芙蘿菈。擔任學生會會長，有著品行優良、成績優秀的模範生形象。喜歡閱讀，夢想成為圖書管理員。非常喜歡畫漫畫，但其繪畫成果卻不堪入目。審判之日後，仍然對當天沒有守護地球和茉梨感到痛苦，與風蘭保持距離，畢業後，成為圖書館員，後再遇見風蘭，決定一起繼承茉梨的夢想成為教師。對於新進教師一直嚴格監控不准跟學生談情說愛。
2017年3月30日加入的新角色，繁體中文版則於2017年4月6日追加。
星衣芙蘿菈是靛色，使用武器為星晨花造型的法杖。
在平行世界故事「放學後的偶像女孩」中的身份是記者。
御劍風蘭（配音員：福原綾香）
武鬥派的前任教師，現為專門製作星守者的武器開發研究員。五年前是神樹峰女子學園的學生，與茉梨、樹稱為歷代最強的星守者。
五年前的御劍風蘭於主線劇情第3部第1章登場，為神樹峰女子學園高三生。眾所公認的「最強星守者」的攻擊手。留有一頭灰黃色的短髮側馬尾，為茉梨和樹的朋友。經常和樹吵架，但彼此關係其實非常好。自身的戰鬥服已覺醒為星衣芙蘿菈。一副不良少女的形象，總是將類似翹課的詞彙掛在嘴邊，有時會穿著日本暴走族所穿「特攻服」與他人對戰，每次朋友有難都會出手幫忙。很喜歡打架和發明，化學成績也異常優秀。喜歡吃炒飯與下酒菜。總是假裝對男人沒興趣的樣子，其實興趣盎然。將來夢想成為新娘子，但想說反正會被笑，而一直默不作聲。審判之日後，沒有再跟樹說話，畢業後她成為流浪研究員，後來再遇樹，決定一起繼承茉梨的夢想成為教師。
2017年3月30日加入的新角色，繁體中文版則於2017年4月6日追加。
星衣芙蘿菈是赤色，代表花劍蘭，使用武器為斬首刀造型的巨劍。
在平行世界故事「放學後的偶像女孩」中的身份是事務所樓下麵店的老闆。
神峰牡丹（配音員：小澤亞李）
神樹峰女子學園的理事長，星守者們最大的後盾，火星與月球殖民地的高官皆無法小覷。年齡不詳，樹曾說理事長現在的樣子與她當年入學時仍舊一樣。為「協力」場所的管理者。真實身份是初代星守巫女，本名神峰雛菊，牡丹是繼承已逝姊姊的名字，原本的牡丹因為人們對星守巫女的被當成祭品，而雛菊則繼承她的遺志代替姊姊成為星守巫女。

#### 五年前學園
酒出茉梨（配音員：千本木彩花）
五年前的星守者。神樹峰女子學園高三生，純真無邪，嚮往力量的「最強星守者」。留有一頭酒紅色的短髮，為樹和風蘭的朋友。雖然是星守者但戰鬥服尚未覺醒為星衣芙蘿菈，為了不想拖累同伴而經常獨自進行特訓，直至第三章終於成功覺醒星衣芙蘿菈。非常喜歡占卜、魔術，當樹和風蘭爭執時就會從中調和兩人。夢想是成為老師，也因此成為樹和風蘭想當老師的重要原因。一緊張時說話就會吃螺絲。其實是個偶像宅，每天都會看偶像DVD模仿舞步，雖然希望有一天能夠邊唱邊表演魔術，但沒有在別人面前表演的勇氣。在第四章正式透露自己的夢想是成為教師，在第五章為了救樹和風蘭決定把自己的身體給伊莉絲，與受瘴氣昏倒的樹和風蘭道別後與伊莉絲融合。
星衣芙蘿菈是白色，代表花是勿忘草，使用武器為蘇格蘭形式的巨劍。
於主線劇情第3部第1章登場。2017年3月30日加入的新角色，繁體中文版則於2017年4月6日追加。
在一些日常性質的期間限定活動中，因為五年前玩家所飾演的老師角色還未登場，此時多會以茉梨來擔當玩家視角。
御劍風蘭（配音員：福原綾香）
請參考御劍風蘭。
八雲樹（配音員：日高範子）
請參考八雲樹。
楠明日葉（中一）（配音員：田村睦心）
請參考楠明日葉。

### 奏乃宮女子學園
煌上花音（配音員：本渡楓）
請參考煌上花音。
國枝詩穗（配音員：下地紫野）
請參考國枝詩穗。
七嶋葵（配音員：伊藤靜）
第2部初登場，奏乃宮女子學園的老師。形象溫和、與人對話活潑開朗，喜歡開開玩笑，卻時常保留一些話而不完整說出。協助花音、詩穗與伊洛斯戰鬥，為花音、詩穗相當信任的老師。其實為伊洛斯族的幕後首領伊莉絲。曾五年前遭受伊洛斯襲擊並被茉梨救出。未被伊莉絲附身前是美紗希世界的神樹峰女子學園的學生兼星守者，跟雨谷是好友。星衣芙蘿菈是粉紅色，代表花是香豌豆，使用武器為劍槍。
幕後所為請參考伊莉絲。

### 伊洛斯
伊莉絲（配音員：伊藤靜）
伊洛斯族的幕後首領。曾於5年前指揮大型伊洛斯占據地球，造成人類的大量傷亡與移民，而被稱作「審判之日」。當星守者奪回地球後，則開始進行使人類轉變成伊洛斯的研究。為了尋找更強的「容器」使用「七嶋葵」的身體進入奏乃宮女子學院，試著接近並協助擁有成為星守者力量的花音和詩穗，意圖利用其中一位成為自身容器，後來利用詩穗對花音的感情，以話語離間詩穗後而使其墮入黑暗，並開始以強大力量襲擊人類與星守者，打算讓花音絕望，迫使花音成為容器。當星守者決心要一同討伐她時，當下背叛了手下阿魯魯而將其吸收後成為Boss-「魔神•阿魯雷剛」，不過最後被星守者擊退。後來她打算利用暗神樹襲擊星守們，但被星月姊妹擊敗，對她們兩人散發的力量感到震驚。伊莉絲不是人類，因此需要寄宿人類身上，在第三部中她選擇茉梨作為自己的身體，第五部則選擇七嶋葵作自己的身體。附身茉梨後，留有白色長頭髮，身穿黑色長裙。平時多會以七嶋葵的樣貌出場。第六部中又再以茉梨的形象現身，身穿五年前茉梨的制服，並與星守者與兩位老師及校長正面交鋒。
阿魯魯（配音員：田中愛美）
初登場於第2部故事中，戴著粉色圍兜的白色絨毛玩偶。喜歡裝可愛，其實話語相當狠毒。說話時有加上「咻」該語助詞的習慣。曾計畫與艾薇娜一同將星守者們困在不同的異空間，並透過幻術使他們感到絕望。但最後不僅全部失敗，反而促使星守者們的星衣覺醒為星衣芙蘿拉。後來在準備與星守者對抗的過程中，突然被伊莉絲吸收掉，並成為Boss-「魔神•阿魯雷剛」。
在「放學後的偶像女孩」的故事中，是經紀公司的吉祥物
艾薇娜／雨谷艾里佳（配音員：大西沙織）
初登場於第1部第6章，擁有一頭紫紅色的長髮，耳朵有著一對貌似接收器的裝置，是擅長幻術與法杖戰鬥的敵人。時常利用莎朶霓來達成自己的目的，後背叛莎朶霓並吸收其力量。在星守者奪回地球時的主要敵人，認為未來是「索夫」的時代。曾於第2部故事中，在f*f演唱會會場對星守者等人發動襲擊卻失敗而回，後被伊莉絲拋棄並強行拆除了干擾器，目前於第4部尾聲得知存活。其實原為神樹峰女子學園的學生，因被伊莉絲裝上了「干擾器」，而被洗腦為伊洛斯並失去了記憶。在繁中版愚人節活動中曾以成年狀態穿著星衣芙蘿菈的姿態登場。
本名雨谷艾里佳。醒後失去大部分記憶，只記得神樹峰女子學園。來到學園後因體力不支暈倒，莎朵霓等人發現後送到保健室，由莎朵霓照顧。她提到學校受到黑暗力量入侵及對美紗希身上的吊飾有點熟悉感。跟美紗希一樣是來自平行世界的人，年輕時是美紗希世界的神樹峰女子學園的學生，跟七嶋是好友。星衣芙蘿菈是洋紅色，代表花是歐石楠，使用武器為劍槍。
2018年1月16日加入的新角色，繁體中文版則於2018年1月29日追加。
莎朶霓（配音員：悠木碧）
請參考莎朶霓。
美紀（配音員：洲崎綾）
美紗希的姐姐。樣子跟星月美紀相似但留有長髮，性格比較成熟。受闇神樹影響變成伊洛斯，向美紗希等人攻擊。在最終話中回復理智，並且向打算留在星月的美紗希告別。在第五部中她向覺醒花星衣的七嶋葵說出自己想成為星守者。

### 其他
水鏡真奈
初登場於「星守者偶像計畫——地球奪還紀念舞台！」篇章。其家族「水鏡家」為支援星守者的三大家族之一，但家族中卻沒有人當上星守者。有一位感情非常要好的姐姐。真奈目前與家人分開生活，偶爾才會與家人見面，本身也是水鏡家最後的星守支援者，雖然未擔任星守者，但對星守者的事卻非常了解。在五年前的審判之日中，水鏡家變得四分五裂，有謠言說水鏡真奈在火星，而姐姐則是逃往月球。

### 動畫版登場
星月美久（配音員：松田颯水）
美紀的妹妹。可能是因為跟美紗希的性格如出一轍，所以與之非常親近。
星月美香（配音員：植田佳奈）
美紀的媽媽。
真由（配音員：松田颯水）
美紀所屬的袋棍球社的同學。
小惠（配音員：松田利冴）
美紀所屬的袋棍球社的同學。

## 發展

### 製作
2014年1月，遊戲製作公司的社長提起了本遊戲的企劃，表示該公司目前尚無這種許多女孩子戰鬥的動作遊戲，並表示有可愛女孩的手機遊戲已經有節奏遊戲、卡牌遊戲，卻還沒有高品質的動作遊戲，因此希望能製作一款這類遊戲。企劃以融合可愛女孩子的「萌」和很「燃」的戰鬥為概念，並以女子高中生、戰鬥、特訓為遊戲的三個主軸；其中又以特訓為重點，強調「和女孩子交流，一邊鍛鍊一邊提升與之的關係」；為了使遊戲不是只有戰鬥而使玩家很快就膩，遊戲也有許多日常劇情和小故事做搭配。製作團隊表示遊戲設計上以二三十歲的男性為目標，但為了使遊戲也能面向女性玩家，製作團隊有較高比例的女設計師，使遊戲整體有較明亮的流行風格。
遊戲場景設定在日本東京都澀谷，是因為該地是日本全國各族群都知曉的地方，此外也考慮過東京都的秋葉原；遊戲的部分元素也有參考同公司的另一款遊戲《白貓Project》，兩遊戲的製作團隊也有做技術上的交流，《戰鬥女子學園》也有使用《白貓》的圖像數據來做測試。遊戲中的Live2D技術，在製作時類似技術已相繼被其他遊戲採用，但製作團隊認為還未有能為女孩換衣服並充分調動人物的遊戲，因此才決定設計出Live2D的摸頭系統。相較於《白貓》著重於探索地圖，《戰鬥女子學園》則著重於女孩子的戰鬥動作，因此也改使用平面的地圖；玩家視角也從俯瞰改為第三人稱視角，使玩家能帶入較多感情。遊戲中的「運動會」模式，則是希望玩家能互相展現自己培育的角色，為了不與單人遊戲世界觀起衝突，因而另外使用運動會來做為場地。
遊戲人物設計上，製作團隊指出許多美少女遊戲藉由不斷出新的角色來擴增遊戲，但他們表示《戰鬥女子學園》不會以此為發展方向；因此必須對每個角色都有深入的設定，使有些角色有獨特的個性，並設計了許多服裝和造型來做後續換裝搭配；此外為了使角色不讓人只有萌的印象，也加入了些王道設計。為了使星月美紀有主角的感覺，製作團隊參考了許多類似動畫，並總結了主角該有的特質，以此設計星月。另外為遊戲角色配音的聲優在錄音時亦有即興演出，因而使角色有了額外的表現，使製作團隊回頭修改角色設定以符合聲優的特性。角色的控制方式沿用《白貓》研發出的「單指操控」，但在角色發動攻擊方面做了增進，玩家需要掌握單指操控於螢幕上變形部分的時機來累積連擊數，用以發動特殊攻擊。
在遊戲推出後，遊戲團隊持續從玩家反饋中來對遊戲做修訂，遊戲角色後來也完全付聲。團隊表示會參考手機音樂遊戲常見的「長按」觸控來增加單指操控的功能；此外也引入類似《白貓》的城鎮系統，並修改為女子宿舍，使角色能穿梭於各房間做互動，以及自訂家具擺設等。另有協力戰鬥模式的開發等，該模式於2016年1月29日推出。而在繁體中文版部份，則有在地化的設計，營運方表示會陸續加入臺灣的高中制服作為遊戲內的服裝。

### 推出
2014年12月17日，COLOPL舉辦的發表會上，宣布了《戰鬥女子學園》在內三款新遊戲的消息，並預定2015年春季推出於Android和iOS，同時也公布了部分遊戲畫面和設定。在遊戲發行前，官方便舉辦了「事前角色總選舉」，票選出將在遊戲發行時，在手機上顯示的標誌和遊戲初始畫面，該使用哪個角色的頭像，最後由常磐胡桃獲得第一名。2015年4月16日，《戰鬥女子學園》於iOS和Andriod上推出，採用基本免費制。發行後也曾在電視上放映相關的電視廣告做宣傳；此外也曾在東京秋葉原擺放多個大型觸控螢幕，各自放映遊戲角色的Live2D，並讓路過的民眾可以撫摸螢幕，最後統計何者被觸控最多次做為角色人氣選舉。同年6月，遊戲相關的連載漫畫和四格漫畫分別在網路漫畫平臺《漫畫盒子》及遊戲官網上開始連載。同月30日，遊戲的官方廣播《戰鬥女子學園 摸頭廣播》於日本網路廣播平臺音泉上開始播放，由為遊戲角色星月美紀配音的洲崎綾擔任主持人。同年11月30日，《戰鬥女子學園》的繁體中文版於臺灣、香港、澳門等地發行，並由臺灣的台灣索尼通訊網路代理營運，繁體中文版與日文版的版本時間差異並不大。
為了紀念遊戲上市一週年，日本遊戲官方將遊戲角色分為三組：Chuuuuu♡Lip、Sirius、Tiara，並由為其配音的聲優分別演唱了三首歌曲〈我們的起跑線！〉（わたしたちのスタートライン！）、〈Believe in Stars〉、〈心之軌跡〉（ハートの軌跡）。這三首歌曲以及替遊戲主角星月美紀配音的洲崎綾所演唱的遊戲主題曲〈Believe〉，一起收錄在一週年紀念音樂單曲《STAR☆T》中。該單曲預計於2016年4月27日推出，並分為普通版和限定版。此外另有由KADOKAWA出版的一週年官方視覺設定集（公式ビジュアルファンブック），於4月27日發售。
2017年6月20日，遊戲改編的輕小說《戰鬥女子學園 PART.1 Believe》（バトルガール ハイスクール PART.1 Believe）發售，作者為八奈川景晶，由COLOPL監修及原著，KADOKAWA出版。
2016年4月中，官方公布了動畫化的消息。並於2017年1月的「BATTLE GIRL FES. 大神樹祭」上宣佈預定2017年夏季播出。2017年7月3日動畫正式於日本播放。
2025年4月16日，遊戲十週年之際直播中，官方表示將推出衍生作品。

## 反響
《戰鬥女子學園》在2016年初時，於Google Play上在一萬多個玩家評價下獲3.7/5分，繁體中文版則有五千多個玩家評價，獲4.1/5分；在iTunes Store上，繁體中文與日文版在近千和三萬多個玩家評價下，均獲4.5/5星。《戰鬥女子學園》的製作團隊表示Live2D的摸頭系統受到玩家們很大的迴響，在秋葉原舉辦的摸頭人氣選舉也獲得好評，使遊戲下載量短期內大增；但是也有對於戰鬥系統的一些批評。
電擊App的編輯對特訓可設定時間給了正面評價；並表示從《白貓Project》引入的單指操控，增加了依時機連擊的功能，在簡單操控下保持了遊戲性，不過認為控制攻擊方向可能需要練習才能熟悉；此外也稱讚了摸頭系統，認為Live2D的人物動作滑順，沒有誇張的表現。
2016年11月《戰鬥女子學園》遊戲累計玩家已經突破300萬人，作為紀念官方LINE貼圖在貼圖小舖發佈。爾後宣佈推出小說和動畫，小說2卷已在2017年6月20日和7月20日發售，動畫則於2017年7月2日起播放。

## 外部連結
- 官方网站 （日語）